# Humo's Gouden Bladwijzer
Humo's Gouden Bladwijzer is een literaire onderscheiding op basis van een referendum onder de lezers van het Vlaamse weekblad Humo naar het meest favoriete boek.
De prijs is een kleinood, ontworpen door de tekenaar Ever Meulen.

## Laureaten
- 1989 - Hugo Claus voor Het verdriet van België
- 1990 -
- 1991 -
- 1992 - Tom Lanoye voor Kartonnen dozen
- 1993 -
- 1994 -
- 1995 -
- 1996 - Connie Palmen voor De vriendschap
- 1997 - Hugo Claus voor De geruchten
- 1998 - Tom Lanoye voor Het goddelijke monster
- 1999 -
- 2000 - Tom Lanoye voor Zwarte Tranen
- 2001 - Jeroen Brouwers voor Geheime kamers
- 2002 - Pieter Aspe voor De vijfde macht
- 2003 -
- 2004 - Dan Brown voor De Da Vinci Code
- 2005 - Dan Brown voor Het Bernini Mysterie
- 2006 - Carlos Ruiz Zafón voor De schaduw van de wind
- 2007 - Dimitri Verhulst voor De helaasheid der dingen
- 2008 - Khaled Hosseini voor De vliegeraar